# Kanga (kleding)

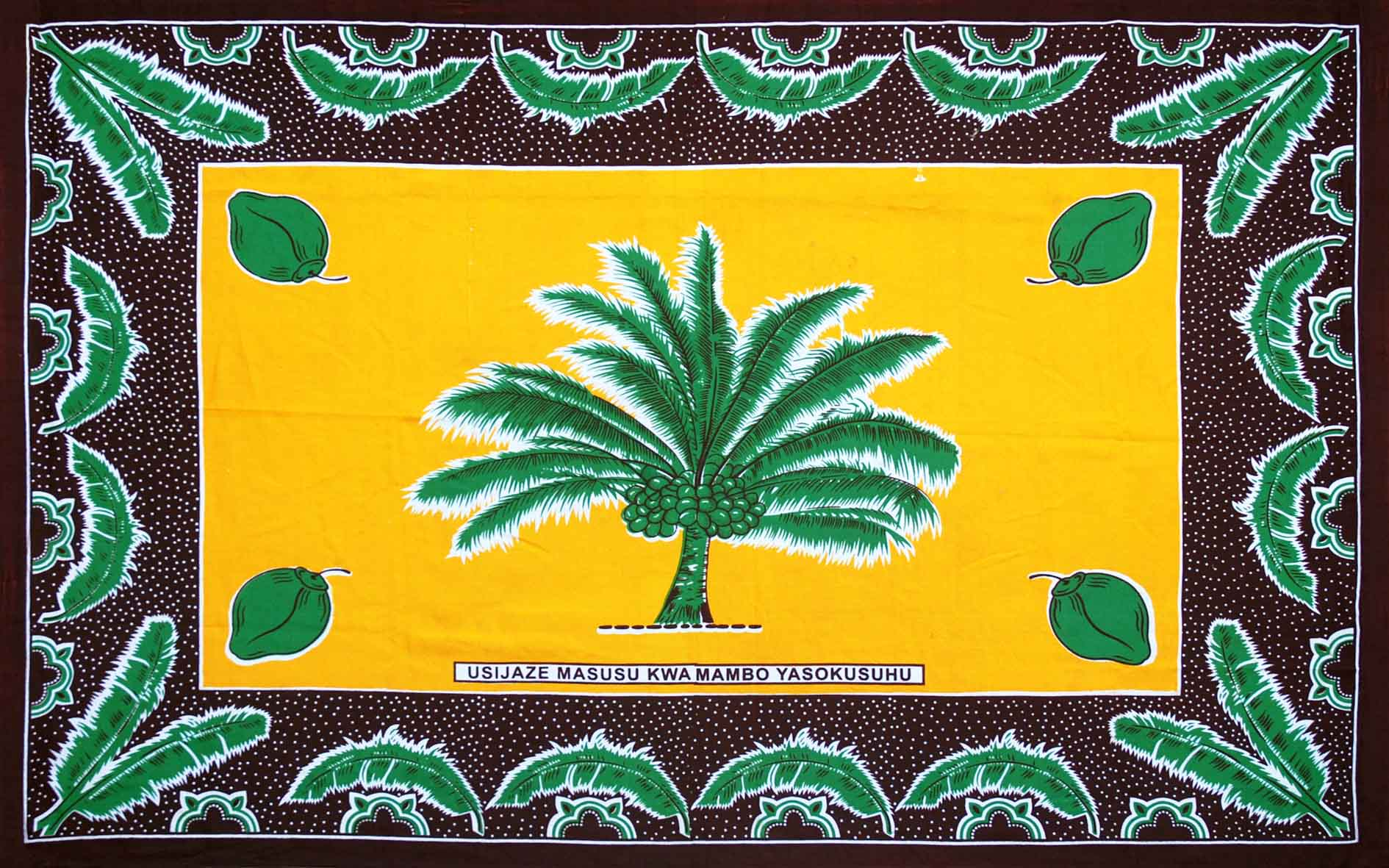
Kanga van Tanzania, 2011. Tekst in Swahili: Usijaze masusu kwa mambo yasokusuhu. Vertaling: Bemoei je met je eigen zaken.

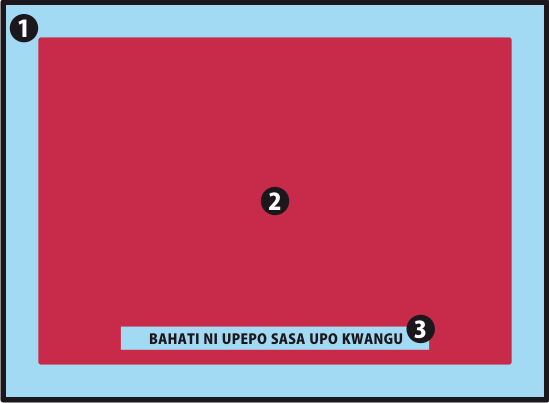
Schema van een kanga. 1. pindo 2. mji 3. jina. De jina van deze kanga is Bahati ni upepo sasa upo kwangu: Vertaling: Het lot is als de wind, nu waait het mijn kant op.

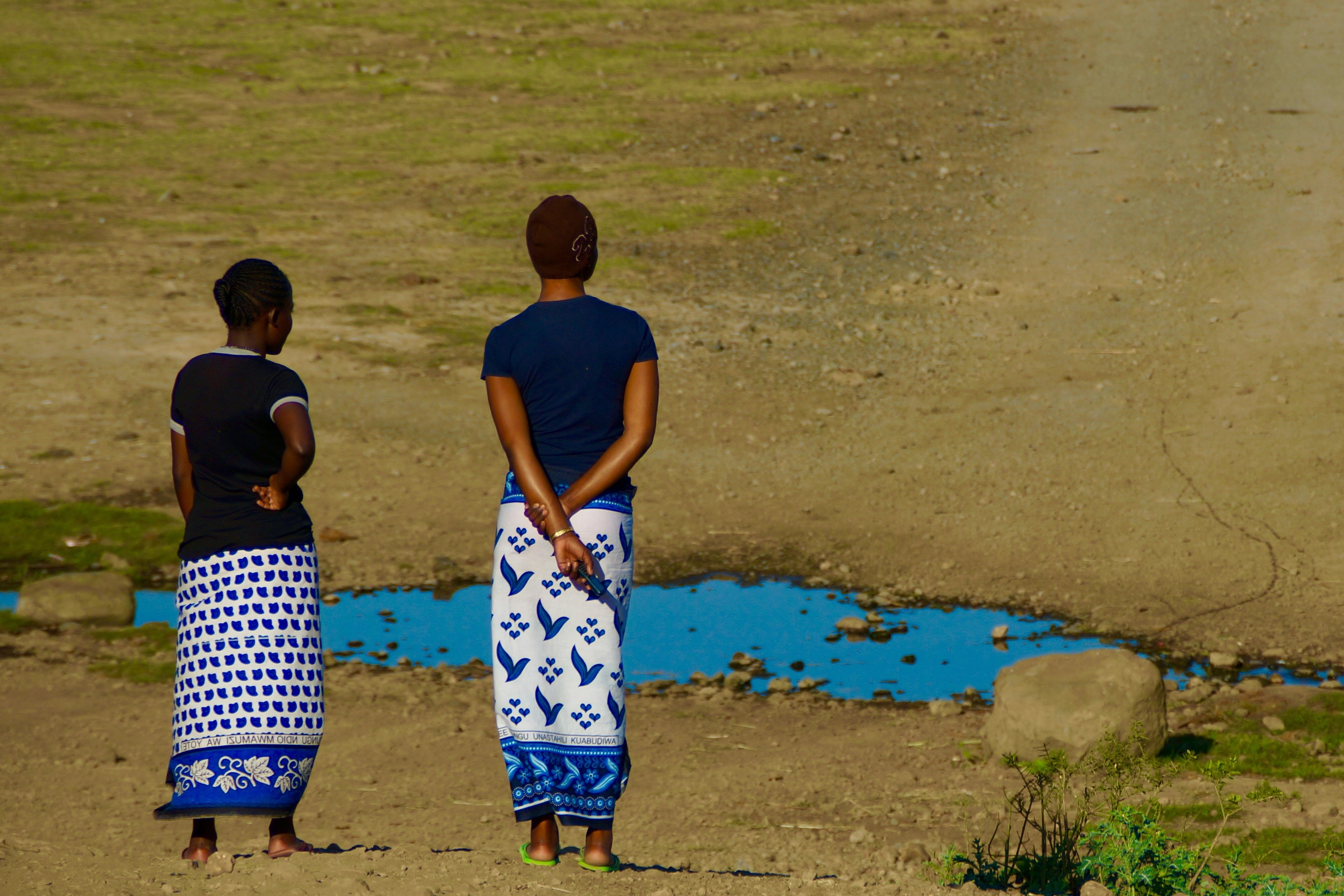
Twee vrouwen met een Kanga

Een kanga of khanga is een fel gekleurde rechthoekige omslagdoek van bedrukt katoen, net als de kitenge, maar van lichtere stof, die door vrouwen en soms door mannen gedragen wordt in het gebied van de Grote Meren in Oost-Afrika. Een kanga meet ongeveer 1,5 m bij 1 m, vaak met een zoom aan alle vier kanten (pindo in Swahili), en een middenstuk (mji) met een ander patroon dan de randen. Ze worden in tweetallen verkocht, die dan in tweeën worden geknipt en afgezoomd.   
Waar de kitenge dient als speciaal mooie kleding, kan de kanga gebruikt worden als rok, hoofddoek, schort, handdoek, zelf als pannenlap en meer. De kanga is van belang in de cultuur van Oost-Afrika en wordt vaak als verjaardagsgeschenk gegeven.  Maar ze kunnen ook gegeven worden aan gezinnen die een verlies betreuren als onderdeel van een michengo (inzameling) waar velen uit de gemeenschap aan bijdragen. Kanga's lijken op de kishutu en kikoy die gewoontegetrouw door mannen gedragen worden. De kishutu is een van de oudste ontwerpen en is waarschijnlijk genoemd naar een stad in Tanzania. Deze kishutu's worden vaak gegeven in de bruidsschat voor jonge bruiden of door genezers om boze geesten uit te drijven. Ze dragen niet altijd een spreuk als tekst.
De vroegste voorbeelden van de kanga hadden stipjes of spikkels, als op de veren van de parelhoen, die "kanga" heet in Swahili en zo kwam de doek mogelijk aan zijn naam. 

## Eigenschappen
- meestal 150 cm bij 110 cm.
- rechthoekig en afgezoomd aan alle zijden.
- meestal met een motief in het midden en een spreuk.
- De kanga kan op meer manieren gedragen worden: als een sjaal over hoofd en schouders en een tweede kanga om het middel. Je kunt er ook een baby in dragen.[2]

## Opschriften

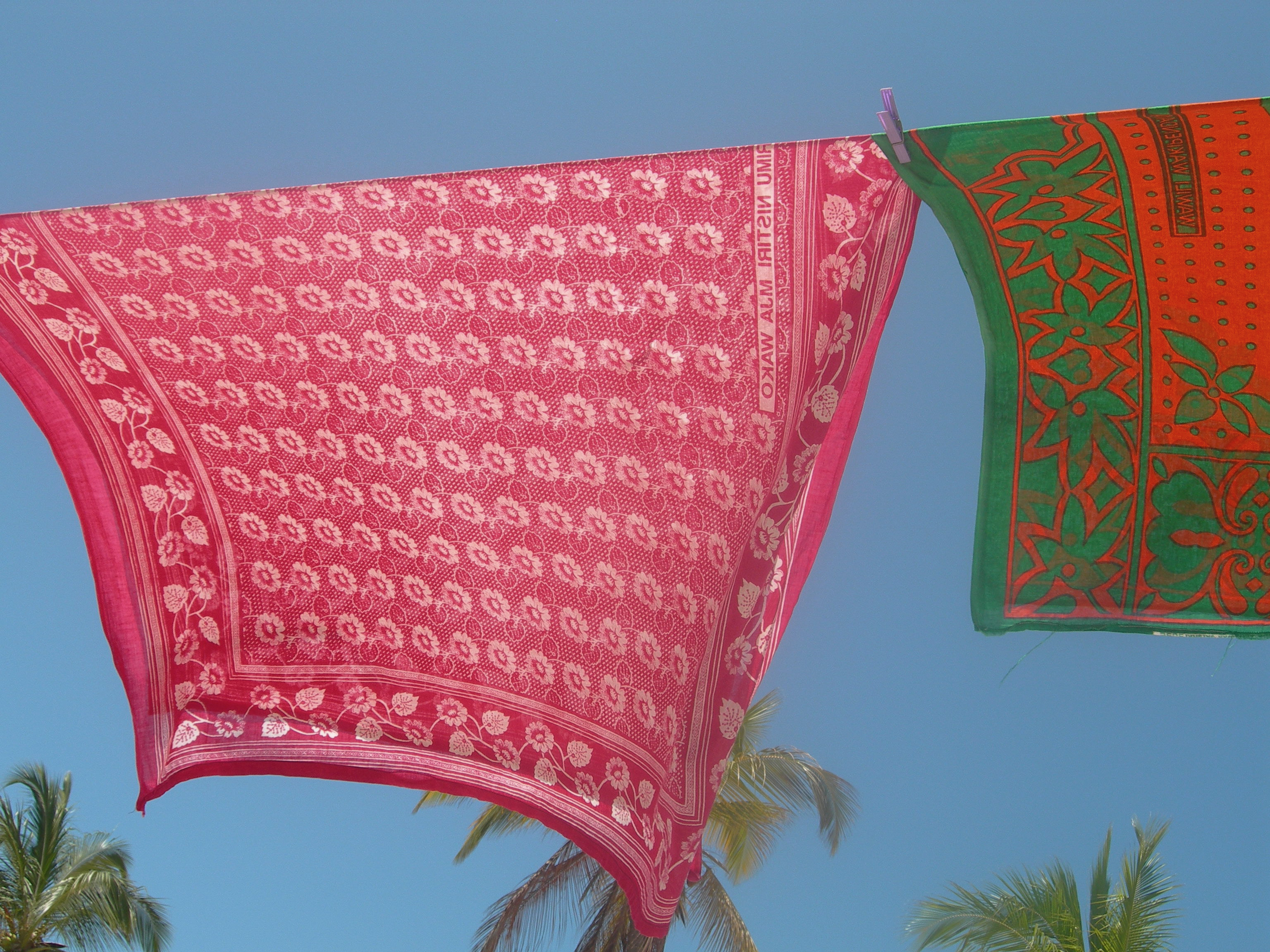
Kangas aan een drooglijn in Paje, Zanzibar, Tanzania, 2005

Doorgaans bestaan kangas uit drie delen: de pindo (brede zoom), de mji (motief in het midden) en de ujumbe of jina (de boodschap op een strook in Swahili). Arabisch of Comorees komt minder voor. In andere landen dan Tanzania en Kenia die hun eigen kanga's maken staan de boodschappen in hun eigen talen: op Madagaskar heten de kanga's lamba's en vertonen ohabolana, traditionele zegswijzen in Malagasitalen. Kanga's worden ook gemaakt in Zambia en Malawi.  De boodschap heet de jina ('naam') van de kanga en is vaak een raadsel of spreekwoord. Als je een kanga cadeau doet, moet je op de spreuk letten, want die kan kwetsend zijn. Soms wordt zo'n kanga op een trouwerij gegeven om te melden dat het stel maar niet had moeten trouwen! Maar de meeste teksten zijn vriendelijk, zoals
- Leo ni siku ya shangwe na vigelegele: Vandaag moeten we feesten en juichen.
- Majivuno hayafai: Je hoeft niet op te scheppen/Trots is niet goed [3]
- Mkipendana mambo huwa sawa: Alles komt goed als je van elkaar houdt[3]
- Mwanamke mazingira tunataka, usawa, amani, maendelo: Wij vrouwen willen gelijkheid, vrede en vooruitgang[3]
- Naogopa simba na meno yake siogopi mtu kwa maneno yake: Ik ben bang voor een leeuw en zijn tanden. Ik vrees niemand om zijn woorden[3].
- Sisi sote abiria dereva ni Mungu: We zijn allemaal passagiers, God is de chauffeur[3]
- Wache waniseme nimpendae simwachi: Laat ze maar kletsen, ik laat mijn geliefde niet in de steek (zie foto)
- Wazazi ni dhahabu kuwatunza ni thawabu: Ouders zijn goud. Voor hen zorgen is een zegen.[3]